# ستيفن إف. لوسون
ستيفن إف. لوسون (بالإنجليزية: Steven F. Lawson)‏ هو مؤرخ أمريكي، ولد في 14 يونيو 1945 في نيويورك في الولايات المتحدة.